# Správní obvod obce s rozšířenou působností Dvůr Králové nad Labem
Správní obvod obce s rozšířenou působností Dvůr Králové nad Labem je od 1. ledna 2003 jedním ze tří správních obvodů rozšířené působnosti obcí v okrese Trutnov v Královéhradeckém kraji. Čítá 28 obcí.
Město Dvůr Králové nad Labem je zároveň obcí s pověřeným obecním úřadem, přičemž oba správní obvody jsou územně totožné.

## Seznam obcí
Poznámka: Města jsou vyznačena tučně, městyse kurzívou.
- Bílá Třemešná
- Bílé Poličany
- Borovnice
- Borovnička
- Dolní Brusnice
- Doubravice
- Dubenec
- Dvůr Králové nad Labem
- Horní Brusnice
- Hřibojedy
- Choustníkovo Hradiště
- Kocbeře
- Kohoutov
- Kuks
- Lanžov
- Libotov
- Litíč
- Mostek
- Nemojov
- Stanovice
- Trotina
- Třebihošť
- Velký Vřešťov
- Vilantice
- Vítězná
- Vlčkovice v Podkrkonoší
- Zábřezí-Řečice
- Zdobín

## Obyvatelstvo
| Rok  | Obyv.  | ± %     |
| ---- | ------ | ------- |
| 1869 | 38 045 | —       |
| 1880 | 38 181 | +0,4 %  |
| 1890 | 39 220 | +2,7 %  |
| 1900 | 39 963 | +1,9 %  |
| 1910 | 44 106 | +10,4 % |

| Rok  | Obyv.  | ± %     |
| ---- | ------ | ------- |
| 1921 | 39 173 | −11,2 % |
| 1930 | 42 263 | +7,9 %  |
| 1950 | 31 505 | −25,5 % |
| 1961 | 32 039 | +1,7 %  |
| 1970 | 30 395 | −5,1 %  |

| Rok  | Obyv.  | ± %    |
| ---- | ------ | ------ |
| 1980 | 30 194 | −0,7 % |
| 1991 | 27 724 | −8,2 % |
| 2001 | 27 231 | −1,8 % |
| 2011 | 26 645 | −2,2 % |
| 2021 | 26 152 | −1,9 % |